# دیکیجی (دینار)
دیکیجی (به ترکی استانبولی: Dikici) یک منطقهٔ مسکونی در ترکیه است که در دینار (شهر) واقع شده‌است.